# Jean-Paul Dubois

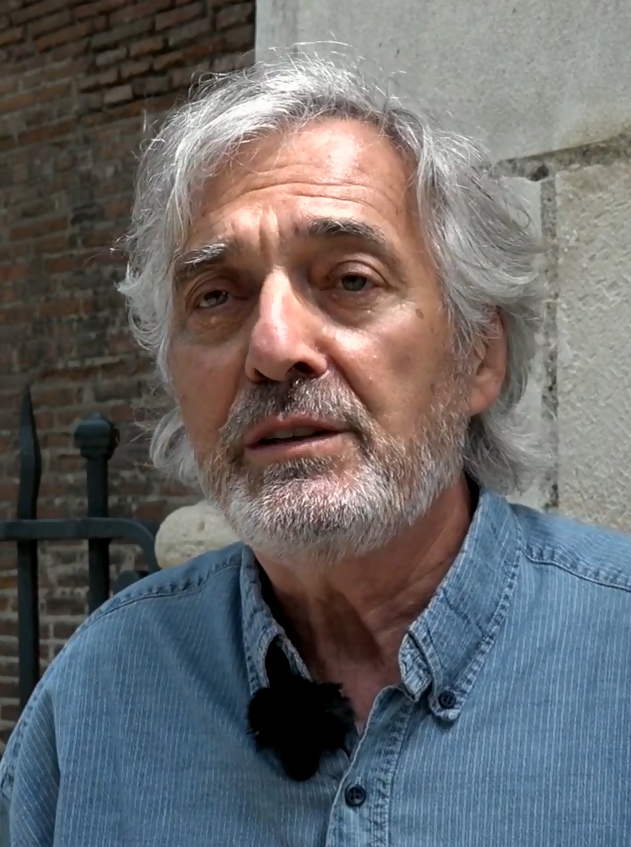
Jean-Paul Dubois in 2016

Jean-Paul Dubois (Toulouse, 1950) is een Frans schrijver. Dubois kreeg voor zijn roman Tous les hommes n’habitent pas le monde de la même façon (De mensen leven niet allemaal op dezelfde manier) de Prix Goncourt 2019.
Dubois heeft diverse romans geschreven en reportages voor Le Nouvel Observateur. In zijn roman Une vie française (Een Frans leven) beschrijft hij de Franse babyboomers, van het idealisme uit de jaren zestig, tot het consumentisme van de jaren negentig. Voor deze roman, die in 2004 verscheen, kreeg hij in datzelfde jaar de Prix Femina en de Prix du roman FNAC. Deze roman werd in 2005 vertaald in het Nederlands en in 2007 in het Engels.
In 1996 had Dubois al de Prix France Télévisions gekregen voor zijn roman Kennedy et moi die in 1999 werd verfilmd door Sam Karmann.